# Nikifor

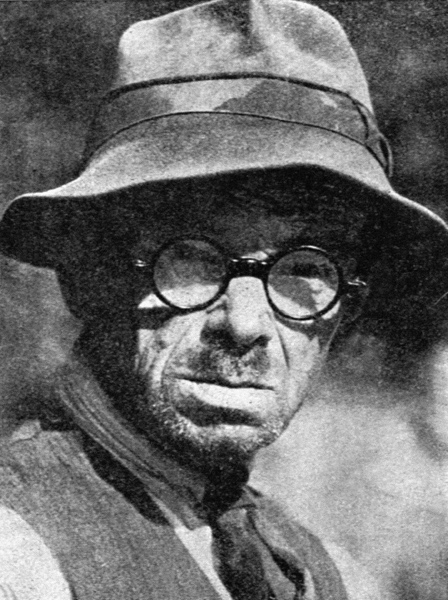
Nikifor

Nikifor (* 21. Mai 1895 in Krynica-Zdrój; † 10. Oktober 1968 in Folusz; richtiger Name Epifaniusz Drowniak, auch Nikifor Krynicki genannt) war ein naiver Maler, der der ethnischen Minderheit der Lemken angehörte.

## Leben und Wirken
Nikifor wuchs in äußerst ärmlichen Verhältnissen auf und wurde von seiner Mutter allein erzogen, die ihren Lebensunterhalt durch Gelegenheitsarbeiten und Hausarbeit verdiente. Sie gehörte der westukrainischen Volksgruppe der Lemken an.
Nikifor war Analphabet und bildete sich als Maler autodidaktisch aus. Seine künstlerische Tätigkeit begann um das Jahr 1915. Er verwendete überwiegend Aquarellfarben und malte auf Papierabfällen sowie Verpackungsmaterialien wie Zigarettenschachteln. Seine frühesten künstlerischen Einflüsse entstammten preisgünstigen Ansichtskarten und den Ikonen der griechisch-katholischen Kirche. Thematisch bevorzugte er Stadtansichten und Selbstporträts, in denen er sich häufig in Uniform oder im Bischofsornat darstellte.
Um 1930 entdeckte der Lemberger Künstler Roman Turyn Nikifors Werke und vermittelte deren Präsentation in der Galerie Leon Marcel in Paris. Die erste offizielle Ausstellung in Polen fand vom 31. Januar bis 8. Februar 1949 in Warschau statt. Erst neun Jahre später wurden seine Arbeiten international gezeigt: vom 22. Mai bis 30. Juni 1958 in der Pariser Galerie Dina Vierny sowie 1959 in Amsterdam, Brüssel, Lüttich und Haifa. 1961 folgten Ausstellungen in der Bundesrepublik Deutschland, unter anderem in Baden-Baden, Frankfurt am Main und Hannover. Im Anschluss daran erlangte Nikifor internationale Bekanntheit. Seine Werke wurden in bedeutenden Kunstgalerien verkauft und erfreuten sich großer Nachfrage; sogar Fälschungen seiner Arbeiten tauchten auf. Heute befinden sich seine Werke unter anderem in der Collection de l’Art Brut in Lausanne, im Nikifor-Museum in Krynica-Zdrój sowie in der Sammlung Zander in Köln.
Nikifor lebte nahezu sein gesamtes Leben in dem Kurort Krynica-Zdrój. Täglich hielt er sich zwischen 10 Uhr morgens und 18 Uhr abends an der Flaniermeile des Ortes auf, wo er seine Werke zu sehr niedrigen Preisen an Kurgäste verkaufte. Ab etwa 1948 bemühten sich der Kunsthistoriker Andrzej Banach und der Maler Marian Włosiński, ihn zu unterstützen, jedoch lehnte Nikifor jede Veränderung seiner Lebensweise ab.

Der polnische Filmregisseur Krzysztof Krauze widmete Nikifors letzten Lebensjahren den Spielfilm Mein Nikifor, in dem Nikifor von der Schauspielerin Krystyna Feldman in einer viel beachteten Darstellung verkörpert wurde.

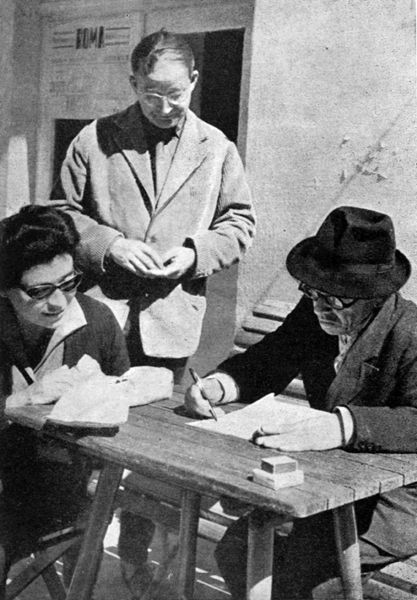
Nikifor bei der Arbeit
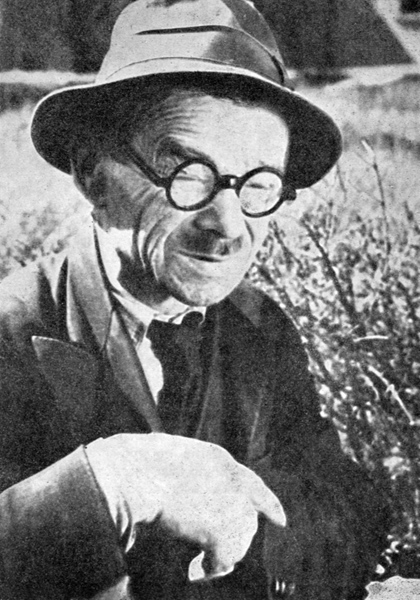
Nikifor
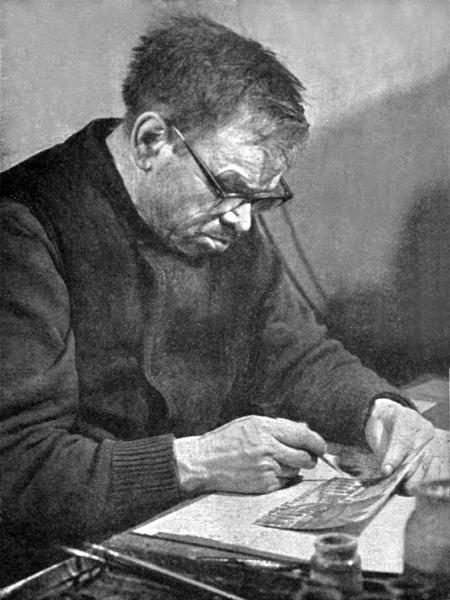
Nikifor
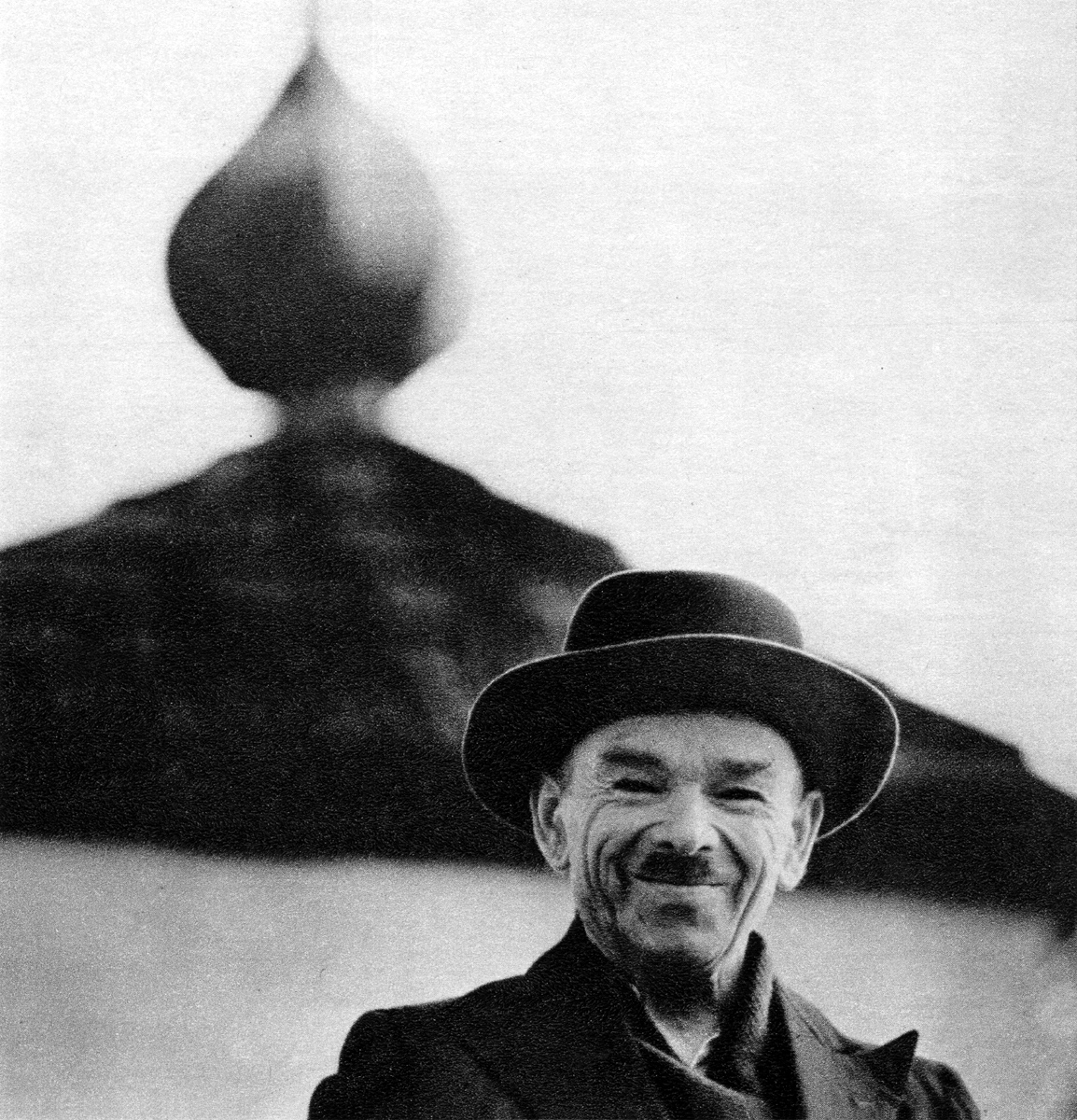
Nikifor
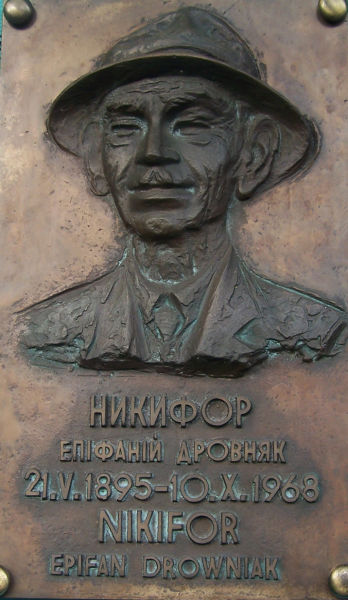
Nikifor-Gedenktafel
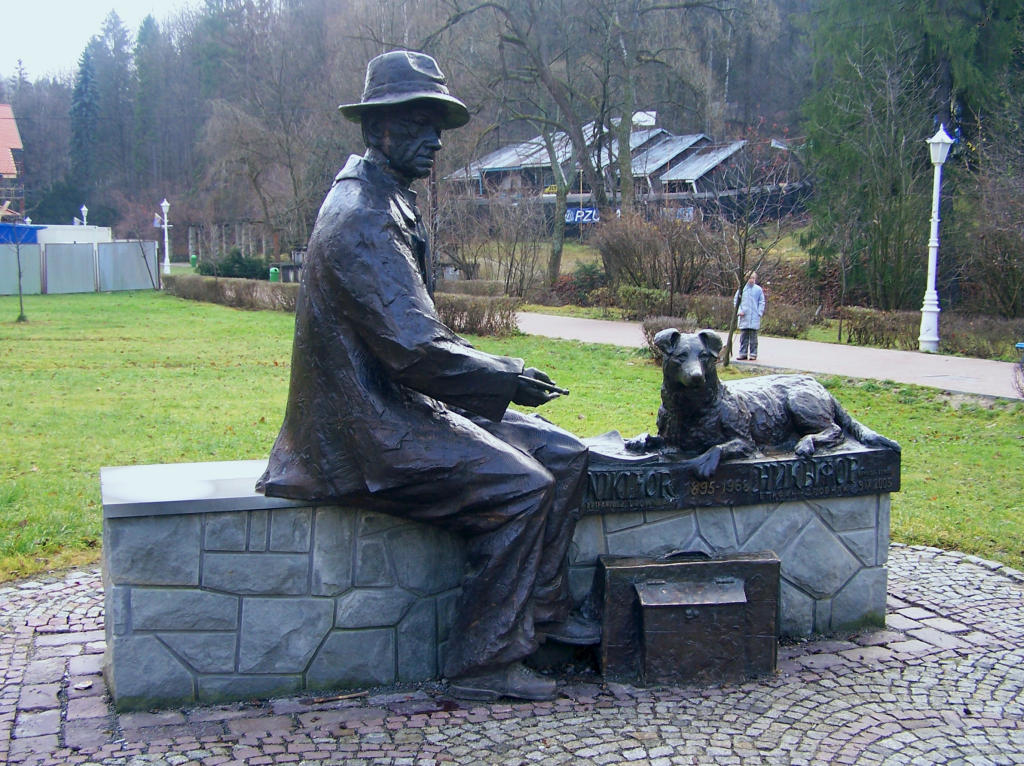
Nikifor-Denkmal
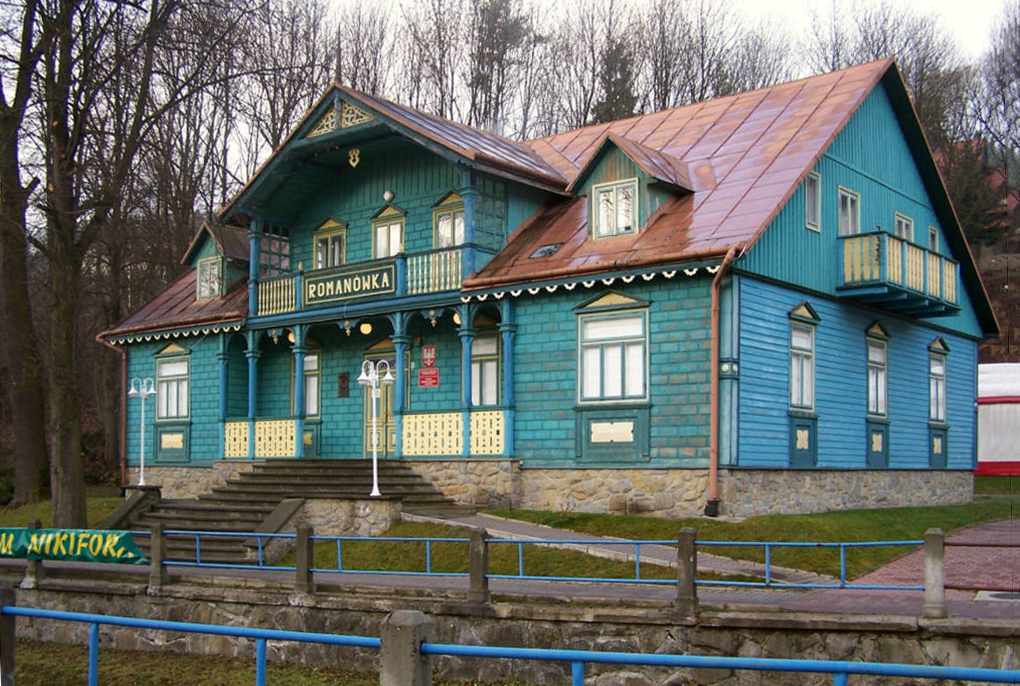
Nikifor-Museum in Krynica